# Calamaria rebentischi
Calamaria rebentischi — вид змій родини полозових (Colubridae). Ендемік Індонезії.

## Поширення і екологія
Calamaria rebentischi відомі з типової місцевості, розташованої в околицях міста Сінкаванг на заході Калімантану. Вони живуть у вологих рівнинних тропічних лісах та у прісноводних заболочених лісах, серед опалого листя.